# Everything2
Everything2 (E2) — веб-сайт и онлайн-сообщество, накапливающее данные по всем областям человеческого знания с помощью технологии, похожей на wiki. На данный момент сайт доступен только на английском языке.

## История
Предком E2 был сайт 'Everything' ('E1'), основанный в марте 1998 Нейтом Оостендорпом (англ. Nate Oostendorp), который в то время был близко связан с блогом Slashdot и всячески последним рекламировался. Программное обеспечение E2 заметно функциональней своего предка. Данные с сайта E1 переносились на сайт E2 дважды — 13 ноября 1999 и в январе 2000.